# Stas Misieżnikow
Stas Misieżnikow (hebr.: סטס מיסז'ניקוב, ros.: Стас Мисежников, ang.: Stas Misezhnikov, ur. 28 lutego 1969 w Moskwie) – izraelski polityk, w latach 2009–2013 minister turystyki, latach 2006–2013 poseł do Knesetu z listy partii Nasz Dom Izrael (Jisra’el Betenu).

## Życiorys
Urodził się 28 lutego 1969 w Moskwie, gdzie mieszkał do 1982 kiedy wraz z rodziną wyemigrował do Izraela. Służbę wojskową ukończył w stopniu szeregowca. Na Uniwersytecie Telawiwskim ukończył studia w zakresie nauk społecznych i polityczntych (B.A. – w 1993), a następnie administrację i marketing (M.A. – w 2000).
W wyborach parlamentarnych w 2006 po raz pierwszy dostał się do izraelskiego parlamentu z listy Jisra’el Betenu. W kolejnych wyborach dokonał reelekcji.
31 marca 2009 wszedł w skład  II rządu Binjamina Netanjahu jako minister turystyki. Funkcję pełnił do końca urzędowania rządu 18 marca 2013. Jego poprzedniczką na stanowisku była Ruchama Awraham, a następcą Uzzi Landau.